# NGC 6083
NGC 6083 (другие обозначения — MCG 2-41-20, ZWG 79.80, NPM1G +14.0443, PGC 57520) — спиральная галактика (Sb) в созвездии Геркулес.
Этот объект входит в число перечисленных в оригинальной редакции «Нового общего каталога».